# Буткевич, Михаил Михайлович
Михаи́л Миха́йлович Бутке́вич (10 декабря 1926 , Дербент, Дагестанская АССР, РСФСР, СССР — 7 октября 1995) — советский и российский режиссёр и театральный педагог, автор работ по теории и истории театра, театральной педагогике. 

## Биография
Михаил Буткевич, родившийся в Дербенте, в детстве не знал отца — родители разошлись вскоре после его рождения; мать, Мария Буткевич, потомственная дворянка, после революции служила главным бухгалтером узловой станции Прохладная. В декабре 1937 года она была арестована и два дня спустя расстреляна; позже Буткевич узнал, что в том же году был расстрелян и его отец; с 1938-го он рос в горнозаводской колонии особого режима.
В январе 1945 года Буткевич был призван в армию; после демобилизации в 1949-м экстерном окончил среднюю школу; жил в Ташкенте, работал техником-проектировщиком, но, мечтая о театре, в свободное от работы время руководил драмкружками в детском доме и в техникуме советской торговли. От директора техникума Михаил Буткевич получил справку-рекомендацию, с которой в 1954 году отправился в Москву поступать в ГИТИС и был принят на курс знаменитых режиссёров и педагогов Алексея Попова и Марии Кнебель.

### Между ЦТСА и ГИТИСом
В 1960 году на сцене ЦТСА, к тому времени покинутого Алексеем Поповым, Буткевич поставил свой дипломный спектакль — «Фрол Скобеев» и отправился в Институт культуры преподавать режиссуру. В 1967-м уже Андрей Попов, за несколько лет до этого назначенный главным режиссёром, пригласил Буткевича в ЦТСА.
Первым спектаклем молодого режиссёра стала «Элегия» по пьесе П. Павловского, сценический роман в письмах, поставленный для главных звёзд театра — Андрея Попова (Тургенева) и Людмилы Касаткиной (Савиной). Спектаклю была суждена долгая жизнь: он шёл на сцене ЦТСА на протяжении 10 лет и был снят с репертуара в связи с уходом Попова из театра. В 1977 году Инесса Селезнёва создала телевизионную версию спектакля; но сам Буткевич не любил «Элегию».
Судьба более дорогого ему спектакля — «Два товарища» по пьесе Владимира Войновича  — сложилась иначе. Войнович создавал пьесу на онове своей повести специально для ЦТСА и, по собственному признанию, был сильно разочарован, когда узнал, что ставить спектакль будет не Попов, а некий Михаил Буткевич. «Да и при личном общении, — вспоминал писатель, — он произвёл на меня впечатление слишком скромного, легко соглашающегося на всё человека. К нему приходили известные актёры проситься на роли, он никому не отказывал, улыбался, кивал головой». Но впечатление оказалось обманчивым; Буткевич, пишет Войнович,  «точно знал, чего хотел, на роли выбрал только тех актёров, которые наилучшим образом подходили, мягко и улыбчиво настаивал на неуклонном исполнении его указаний, и спектакль получился замечтальный». С последними словами писателя согласились не все: спектакль допустили до премьеры, но после нескольких представлений его сочли идеологически вредным и закрыли.
Утешением Буткевичу послужило то, что в 1968 году Андрей Попов пригласил его в качестве педагога на свой режиссёрский курс в ГИТИСе, где теперь уже он вместо отца работал в паре с Марией Кнебель, — именно в педагогике в конечном счёте Буткевич нашёл своё призвание. Его первыми учениками в ГИТИСе были Анатолий Васильев, Борис Морозов, Иосиф Райхельгауз, Рифкат Исрафилов и Андрей Андреев.
В 1973 году он ещё раз попытался поставить спектакль в ЦТСА — «Цемент» по знаменитому роману Фёдора Гладкова.. Но этот спектакль не дожил даже до премьеры, был запрещён уже на генеральной репетиции.

### Педагогика
В 1970 году бытовые проблемы заставили Буткевича вернуться в Институт культуры; в ГИТИС он снова пришёл в 1977 году, но уже на курс Андрея Гоначрова, а в 1982 году сам возглавил режиссёрско-актерский курс.
Один из его (и Андрея Попова) учеников — Анатолий Васильев, основавший в 1986 году «Школу драматического искусства», увлёк Буткевича идеей театра-школы, театра-лаборатории, соединяющего практику и исследования природы драматического искусства, понимающего театр как высшую школу актёрского мастерства. Здесь он имел собственную мастерскую — Лабораторию Буткевича, среди его учеников был Владислав Ветров.
Свой собственный и чужой — Алексея Попова, Марии Кнебель, Андрея Гончаров и Анатолия Васильева — педагогический опыт Буткевич обощил в книге «К игровому театру», вышедшей в свет уже после смерти автора. 
Михаил Буткевич умер 7 октября 1995 года после тяжёлой болезни; похоронен на Николо-Архангельском кладбище в Москве.

## Творчество

### Режиссёрские работы

#### Центральный театр Советской армии
- 1960 — «Фрол Скобеев»; художник Т. Маврина
- 1967 — «Элегия» П. Павловского
- 1968 — «Два товарища» В. Войновича
- 1973 — «Цемент» по роману Фёдора Гладкова

#### Школа драматического искусства
- «Доктор Живаго» по роману Б. Пастернака
- «Чевенгур» по роману А. Платонова